# Don Quixote (Ballett)

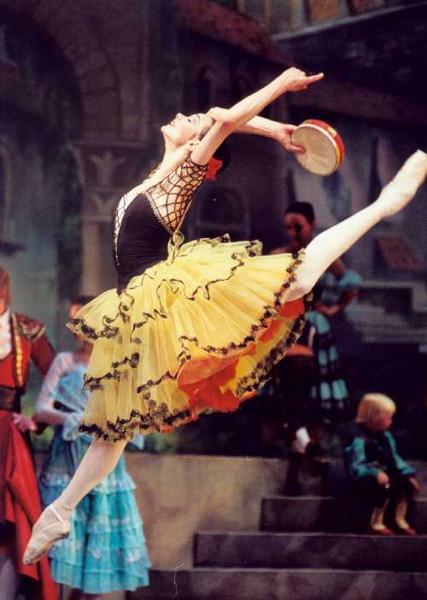
Eglé Spokaité als Kitri im 1. Akt von Don Quixote

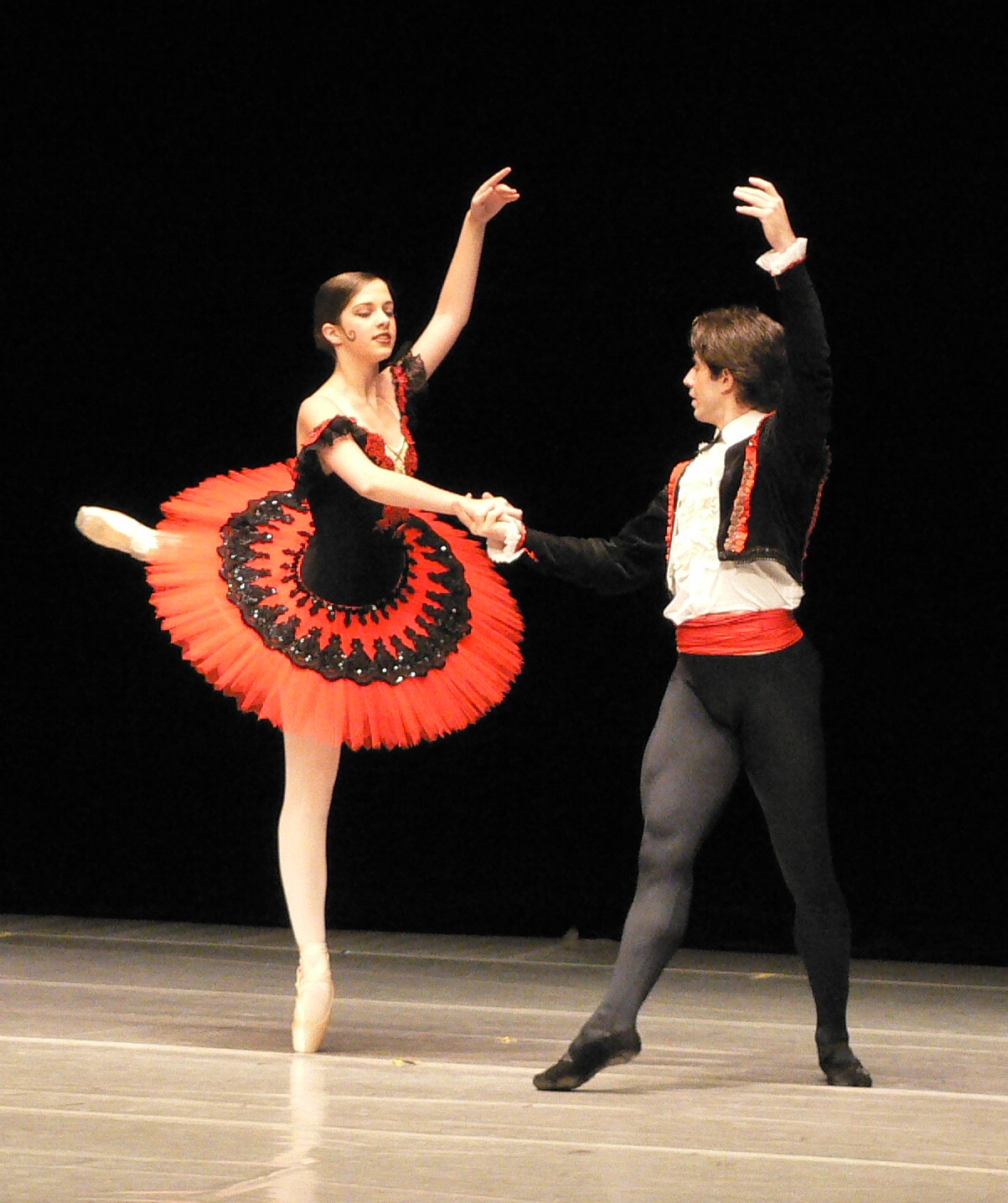
Hochzeits-Pas-de-deux aus Don Quixote

Don Quixote (auch: Don Quichotte oder Don Quijote; russisch: Дон Кихот) ist ein komisches Ballett des Choreografen Marius Petipa zur Musik von Léon Minkus. Das Libretto ist angelehnt an den berühmten Roman Don Quijote von Miguel de Cervantes.
In seiner Urform wurde das Werk am 26. Dezember 1869 im Bolschoi-Theater in Moskau uraufgeführt.
Das Ballett wurde später inhaltlich, musikalisch und choreografisch mehrfach verändert und ergänzt (siehe unten). Die heute aufgeführten Versionen basieren meist auf der 1900 vom Ballettmeister Alexander Gorski im Moskauer Bolschoi-Theater präsentierten und von späteren Choreografen und Komponisten weiter abgewandelten Fassung. Die stilistisch ausgesprochen heterogene Musik späterer Einlagen stammt u. a. von den Komponisten Anton Simon (1850–1916), Riccardo Drigo (1846–1930), Eduard Nápravník (1839–1916), Vassily Soloviev-Sedoy (1907–1979) und Valery Zhelobinsky (1913–1946).

## Aufführungsgeschichte

### Vorgeschichte
Cervantes’ Don Quixote hatte schon zuvor Komponisten und Choreografen inspiriert. Ein erstes Ballett über das Thema schuf bereits der Choreograf Franz Hilverding 1740 in Wien; am selben Ort brachte auch Jean-Georges Noverre 1768 den Ritter aus der Mancha auf die Bühne, mit Musik von Josef Starzer (möglicherweise war dies eine Überarbeitung von Hilverdings Werk). Es folgten weitere Ballette von Charles Didelot und Venua (1808, Sankt Petersburg) und von Paul Taglioni (1839, Berlin).

### Die Versionen von Petipa und Minkus
Marius Petipa hatte als junger Mann mehrere Jahre in Spanien verbracht und schon einige kleinere Ballette über spanische Themen geschaffen, aber Don Quixote war sein erstes großes spanisches Ballett und seine erste Zusammenarbeit mit dem Komponisten Léon Minkus. Das Ballett hatte in seiner Urform 4 Akte und 8 Szenen. In der Weltpremiere am 26. Dezember (O.S. 14. Dezember) 1869 am kaiserlichen Bolschoi-Theater in Moskau verkörperten Wilhelm Vanner den Don Quixote und Vassily Geltser dessen Diener Sancho Panza. Die beiden weiblichen Hauptrollen waren ursprünglich getrennt und wurden von Anna Sobeshchanskaya (Kitri) und von Pelagaya Karpakova (Dulcinea) getanzt, der Basilio von Sergei Sokolov.
Für eine erste Aufführung im vornehmen Sankt Petersburg zwei Jahre später überarbeiteten Petipa und Minkus das Ballett und erweiterten es auf 5 Akte und 11 Szenen. Zu den wichtigsten Änderungen gehörte dabei das Zusammenlegen der beiden Frauenrollen Kitri und Dulcinea zu einer Doppelrolle für eine einzige Ballerina – Don Quixote sieht nun seine angebetete Dulcinea in Kitri. Der neue fünfte Akt spielt in einem Schloss der beiden ebenfalls neuen Figuren von Herzog und Herzogin (während die Urfassung von 1869 in einer Taverne endete). Diese sehr erfolgreiche neue Fassung erlebte ihre Premiere am 21. November (O.S. 9. November) 1871 im Petersburger Bolschoi-Kamenny-Theater, mit Timofei Stukolkin als Don Quixote, Alexandra Vergina als Kitri/Dulcinea, Lev Ivanov als Basilio und Nikolai Goltz als Gamache.
1882 wurde Minkus’ Musik zu Don Quixote veröffentlicht, einschließlich dem Grand Pas des toréadors („Großer Tanz der Toreadore“) im 1. Akt, von dem einige Historiker meinen, dass er ursprünglich für Petipas Ballett Soraya, das maurische Mädchen in Spanien (1881) entstanden und erst um 1900 von Alexander Gorski in den Don Quixote übertragen worden sei. Zumindest der zweite Teil dieser Hypothese ist mittlerweile durch die Notenausgabe widerlegt: der Grand Pas des toréadors gehörte schon 1882 zu Petipas Version des Ballettes.
Petipas Original-Choreografie für Don Quixote wurde bedauerlicherweise nicht aufgezeichnet, mit Ausnahme einer einzigen Variation der Kitri, die ursprünglich für die Ballerina Vera Trefilova kreiert worden war. Dieses Stück wurde in der Stepanov Methode notiert und befindet sich heute in der Sergeyev Collection der Harvard University (Stand 2020).

### Gorskis Version

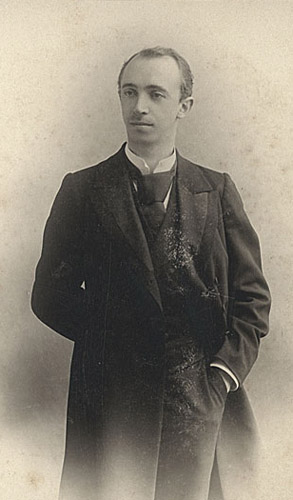
Alexander Gorski, 1905

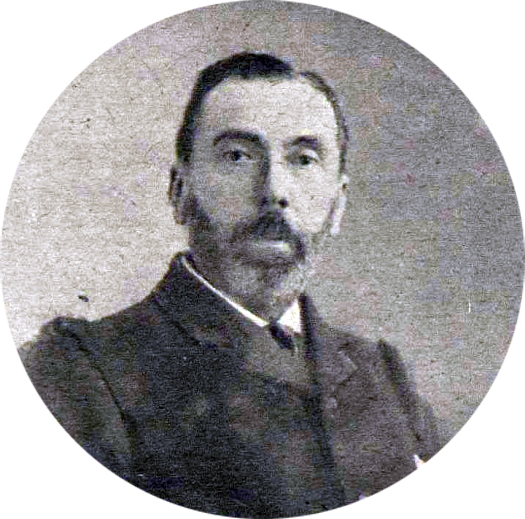
Der Komponist Antoine Simon (1850–1916)

Alexander Gorski, ein Schüler von Petipa, brachte Don Quixote am 19. Dezember (O.S. 7. Dezember) 1900 in einer neuen Version am Bolschoi-Theater in Moskau heraus. Dafür wurde das Ballett stark verändert und auf 3 Akte und 6 Szenen reduziert. Anton Simon (1850–1916) komponierte zusätzliche Musik. Gorskis Version hatte in Moskau Erfolg und wurde 1902 auch in Sankt Petersburg gezeigt, mit noch mehr Veränderungen, zu denen unter anderem realistische Massenszenen gehörten, unter Vermeidung von choreografischer Symmetrie.
Gorski veränderte auch die Traumszene und führte darin den neuen Charakter der Dryaden-Königin ein. Für diese Szene ließ er neue Musik komponieren bzw. zusammenstellen:
- Die Variation der Dryaden-Königin schrieb Anton Simon für Moskau 1900. Diese Variation wird auch manchmal als Alternative im sogenannten Le Corsaire Pas de deux verwendet.[6]
- Die Variation des Amor komponierte ursprünglich Barmin für eine Aufführung des Ballettes Paquita mit Varvara Nikitina (ca. 1885), und zwar als Teil des Grand Pas Classique am Ende von Paquita. Gorski übernahm dieses Stück für seine Sankt Petersburger Revision des Don Quixote von 1902.[6]
- Die Variation der Dulcinea stammt aus Riccardo Drigos Partitur zu dem Ballett La Vestale (1888) und wurde ursprünglich von Elena Cornalba getanzt. Gorski fügte diese Variation 1902 in seiner Sankt Petersburger Revision des Don Quixote für Matilda Kschessinskaya ein.[6]

In Sankt Petersburg waren die Ballettliebhaber von Gorskis Veränderungen geschockt, man sprach sogar von einer „Verschandelung“ von Petipas Meisterwerk. Der über achtzigjährige Petipa selber hatte an einer Kostümprobe teilgenommen, und verärgert über das, was sein eigener Schüler aus dem Ballett gemacht hatte, soll er ausgerufen haben: “Sagt einer dem jungen Mann, dass ich noch nicht tot bin ?!”.

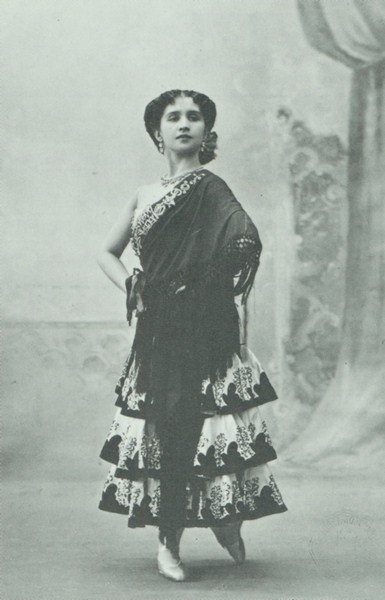
Vera Trefilova in Gorskis Don Quixote, 1902

### 20. Jahrhundert
Gorskis Version von Don Quixote wurde nach der russischen Revolution zur Grundlage für weitere Wiederaufnahmen und Bearbeitungen, die ebenfalls in die Substanz und in die musikalische Gestalt des Ballettes eingriffen.
Außerhalb Russlands war Don Quixote zum ersten Mal 1924 in einer gekürzten Fassung der Gorski-Version im Royal Opera House in London zu sehen, mit der berühmten Anna Pawlowa als Kitri/Dulcinea.
In Leningrad brachte Fyodor Lopukhov 1923 eine neue Version auf die Bühne, für die der tschechisch-stämmige Komponist Eduard Nápravník einen „Fandango“ komponierte.

Für die Version von Rostislav Zakharov am Moskauer Bolschoi-Theater im Jahr 1940 schrieb  Vassily Soloviev-Sedoy (1907–1979) neue Musik, die auch in die Leningrader Produktion aufgenommen wurde. Obwohl Soloviev-Sedoys Einlagen stilistisch überhaupt nicht zu der romantischen Originalmusik von Minkus passen und für die Handlung völlig unnötig sind, werden sie auch heute noch verwendet (Stand 2020), ebenso wie ein „Zigeunertanz“ von Valery Zhelobinsky (1913–1946) (u. a. in der Produktion des Bolschoi-Theaters).

Laut Ninel Kurgapina, einer ehemaligen Primaballerina des Kirov-Ballettes, wurde die Traumszene nach den 1930er Jahren einschneidend verändert.

Für die Version, die Pyotr Gusev 1946 am Kirov/Mariinski-Theater herausbrachte, wurde das Libretto von Yuri Slonimsky verändert und neue Tänze für die Tavernenszene von Nina Anisimova kreiert. Diese Produktion befindet sich noch heute (2020) im Repertoire des Mariinski-Ballettes.
Bei all dem verwandelte sich das Ballett immer mehr in eine Art „spanische Revue“, die Titelfigur des Don Quixote, die bei Petipa noch stärker im Mittelpunkt stand, wurde immer mehr an den Rand gedrängt und stattdessen die Figuren von Kitri und Basilio und andere Nebenfiguren stärker in den Vordergrund gerückt.

Eine weitere Folge all dieser Veränderungen ist, dass der Tanzstil des Ballettes im Sinne eines scheinbar originalen „spanischen Stiles“ geändert wurde, wie ihn sich die sowjet-russischen Choreografen des 20. Jahrhunderts relativ plakativ vorstellten.
Viele der Veränderungen, die das Ballett im 20. Jahrhundert durchlief, wurden später auch von Kompanien auf der ganzen Welt übernommen.

## Personen der Handlung
- Don Quixote, ein irrender Ritter
- Sancho Panza, sein Knappe

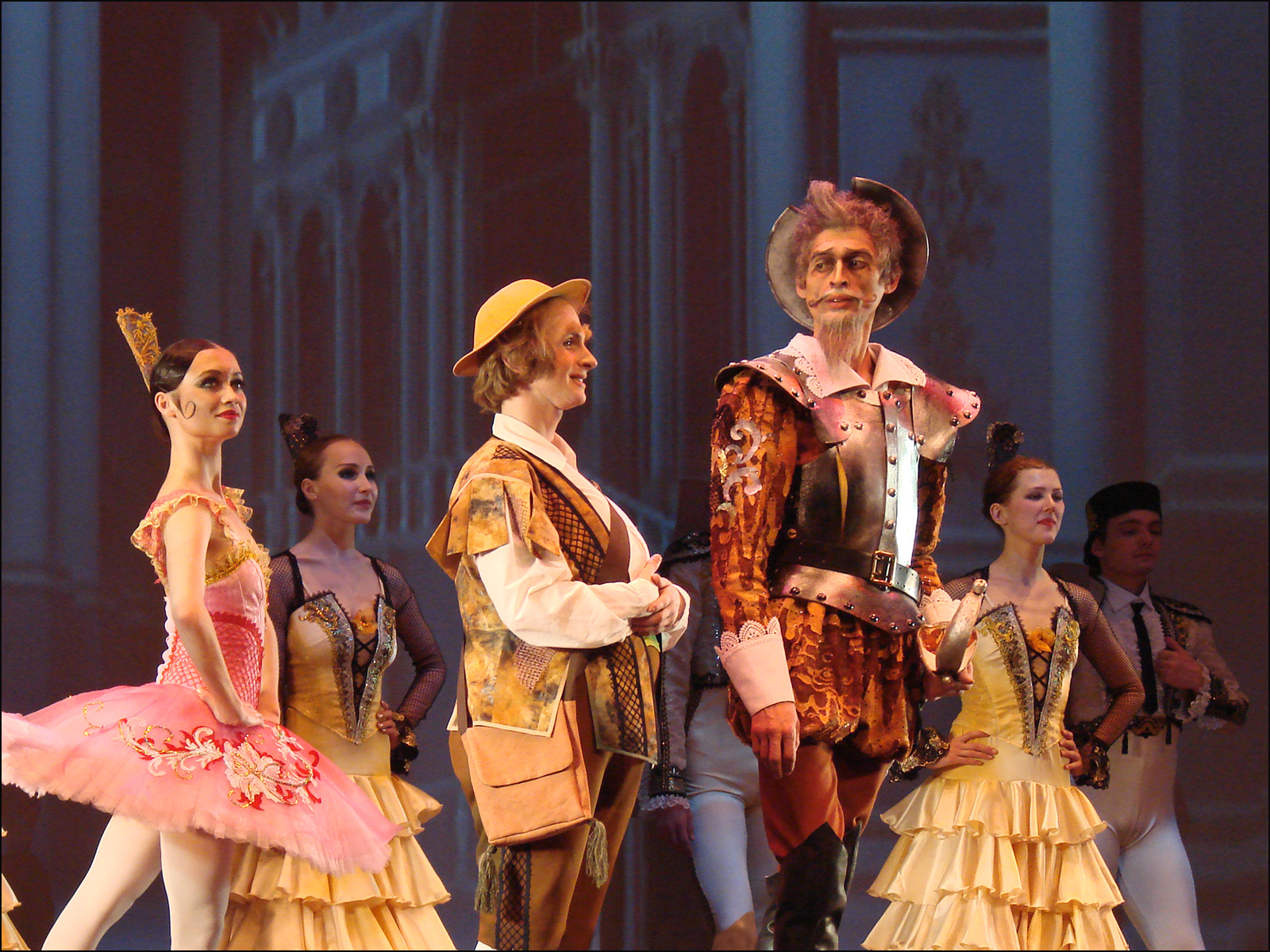
Szene mit Don Quixote und Sancho Panza (Corps de Ballet der Oper von Samara)

- Kitri (auch: Quiteria) / Dulcinea (Doppelrolle)
- Basilio, armer Barbier, Geliebter der Kitri
- Lorenzo, Kitris Vater
- Lorenzos Frau
- Gamache, reicher Adliger, ungeliebter Freier von Kitri
- Espada, ein Toreador
- Mercedes
- Königin der Dryaden
- Amor
- Herzog
- Herzogin

Freundinnen von Kitri, Toreadore, Straßentänzer, Zigeuner, Dryaden, Hochzeitsgäste

## Handlung
Die Figuren des Don Quichotte und seines Begleiters Sancho Panza sind nur marginal in die Handlung eingebaut. Hauptsächlich handelt das Ballett von Liebe zwischen der schönen Wirtstochter Kitri und dem jungen Barbier Basilio.

### Prolog

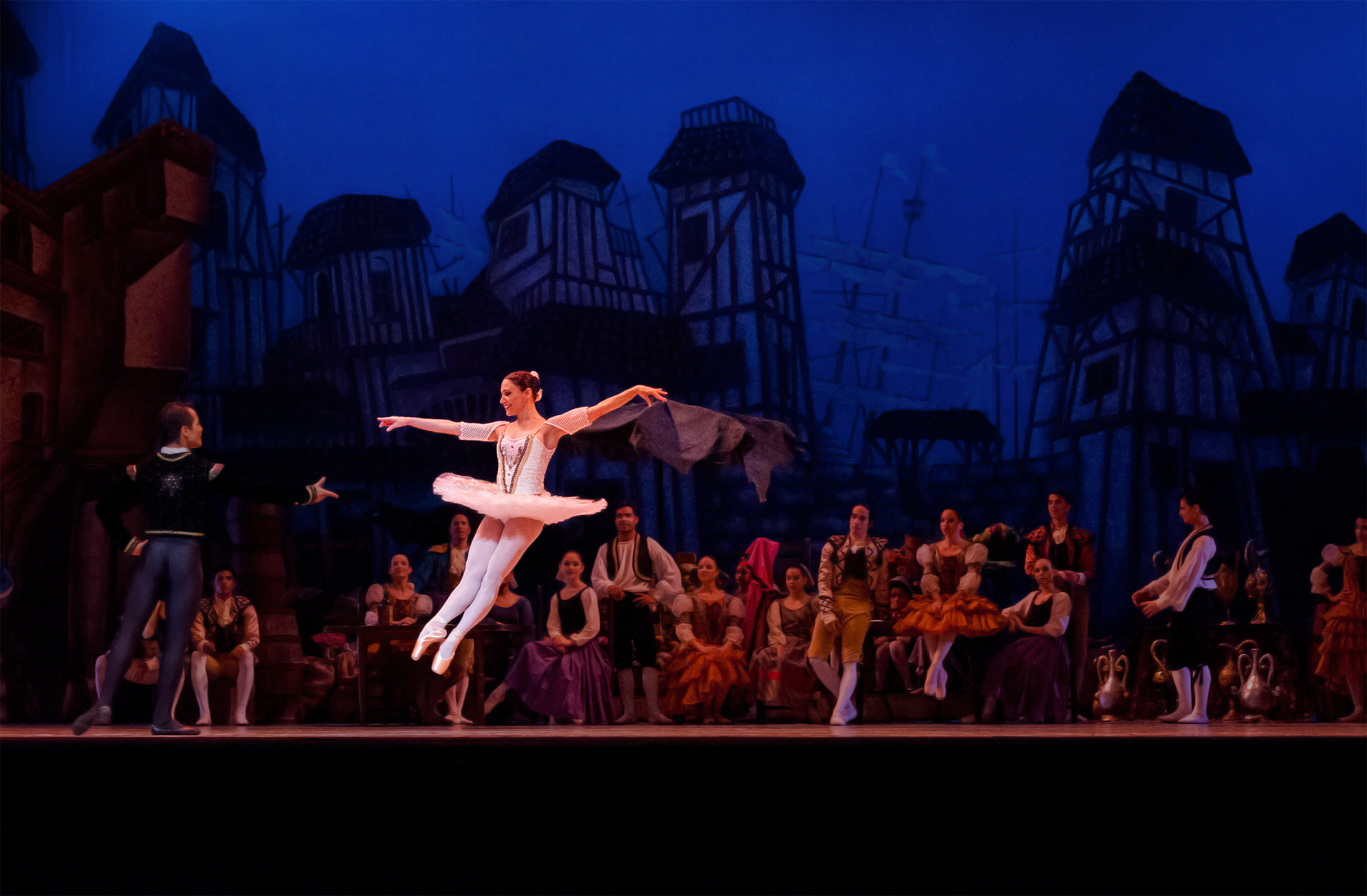
Akt 1 des Balletts im Teatro Teresa Carreño, Caracas

Eine Hütte in der spanischen Provinz
Don Quichotte wacht aus einem Alptraum auf und ruft seinen Freund Sancho Panza. In seiner geistigen Umnachtung will er ausziehen, um die Jungfrau Dulcinea, von der er träumte, aus den Händen der Riesen zu befreien.

### Erster Akt
Der Marktplatz eines Dorfes
Die wunderschöne und gewitzte Kitri, die Tochter des Schankwirts, liebt Basilio, der sein Geld als Barbier verdient. Kitris Vater jedoch kann den armen Basilio nicht leiden und möchte sie lieber mit dem alten, trotteligen, aber reichen Gamache verheiraten. Jedoch erschleichen sich Kitri und Basilio trotzdem den väterlichen Heiratssegen und fliehen schließlich aus dem Dorf.

### Zweiter Akt
Das Zigeunerlager

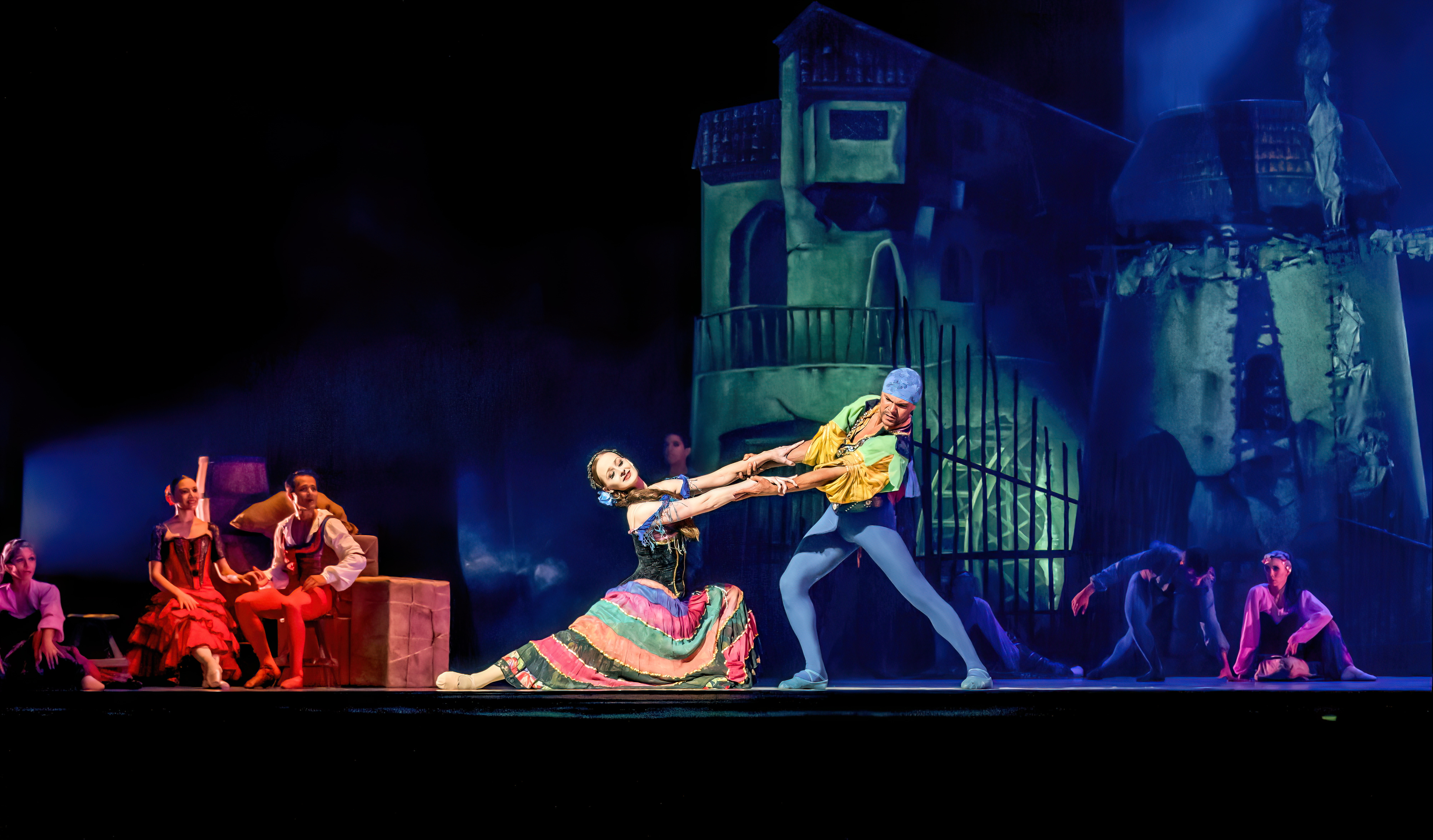
Akt 2 des Balletts im Teatro Teresa Carreño, Caracas

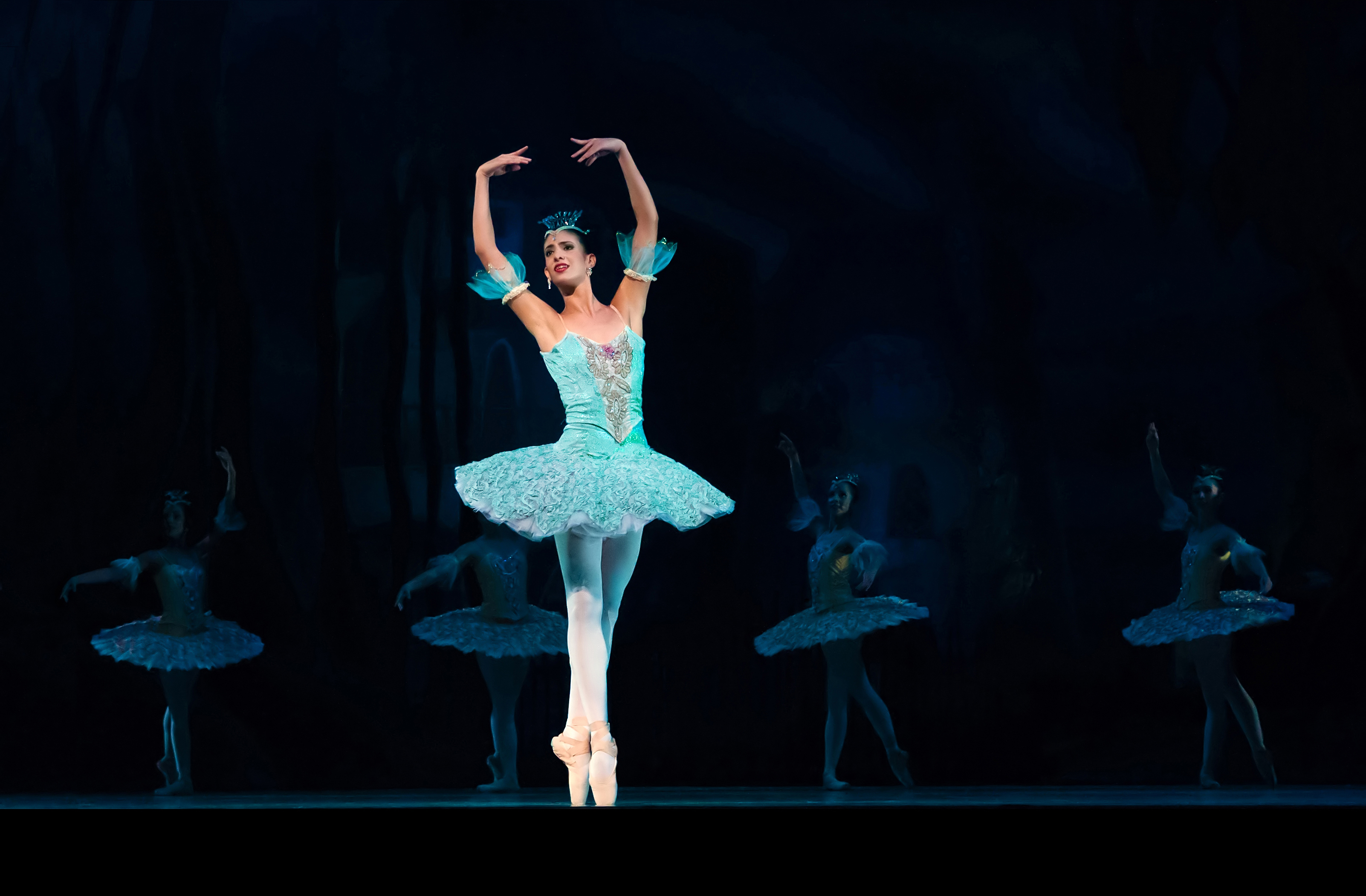
Die Dryaden-Königin in der Traumszene von Don Quixote (Teatro Teresa Carreño, Caracas)

Kitri und Basilio finden Unterschlupf bei den Zigeunern, welche auf den Feldern vor dem Dorf lagern. Zwar werden sie von Gamache und Don Quichotte verfolgt, auf Grund ihrer Verkleidung als Zigeuner jedoch nicht erkannt. Als ein Windstoß die nahen Windmühlen in Bewegung versetzt, glaubt sich Don Quichotte von Riesen bedroht. Beim Versuch, gegen selbige zu kämpfen, bekommt er einen Schlag auf den Kopf ab und fällt in Ohnmacht.

### Dritter Akt
Don Quichottes Traum
Im Traum erscheinen Don Quichotte die Weingöttinnen (Dryaden) und ihre Königin Dulcinea. Auch Kitri und der Liebesbote Amor sind Teil des Gefolges.

### Vierter Akt
In einer Taverne
Kitri und Basilio kehren heimlich in ihr Dorf zurück, wo Kitris Vater nun endlich doch die Heirat offiziell erlaubt.

### Fünfter Akt
Die Hochzeit
Mit einem großen Fest feiern Kitri und Basilio ihre Hochzeit.

## Orchester-Besetzung
3 Flöten (3. Piccolo), 2 Oboen, 3 Klarinetten (3. Bassklarinette), 3 Fagotte (3. Kontrafagott), 4 Hörner, 2 Trompeten, 3 Posaunen, Basstuba, Schlagwerk (2 Spiele: große und kleine Trommel, Becken, Triangel, Glocke, Holzblock, Kastagnetten, Windmaschine) 2 Harfen, Streicher.

## Zu den modernen Choreografien des Ballettes

Pose aus Don Quixote

### Tanzstil
Die Imitation von spanischen Tanzstilen ist unverkennbar in die Choreografie eingebaut. Immer wieder zeigen die Tänzer Posen und Bewegungen, die dem Flamenco oder anderen spanischen Volkstänzen entlehnt sind. Typisch sind Posen mit auf der Taille eingestützer Hand oder gestreckten Armen (die Arme werden im klassischen Ballett normalerweise leicht gebeugt). Auch die Körperhaltung im La Faraona-Stil aus dem Flamenco ist zu sehen: Kopf- und Beinhaltung sind im Profil, während der Oberkörper zum Publikum gedreht wird. Große Teile des Werkes sind sogenannter Charaktertanz. Die Tänzer tragen hierfür keine Ballett-, sondern Absatzschuhe und traditioneller Kleidung nachempfundene Kostüme.

### Berühmte Passagen

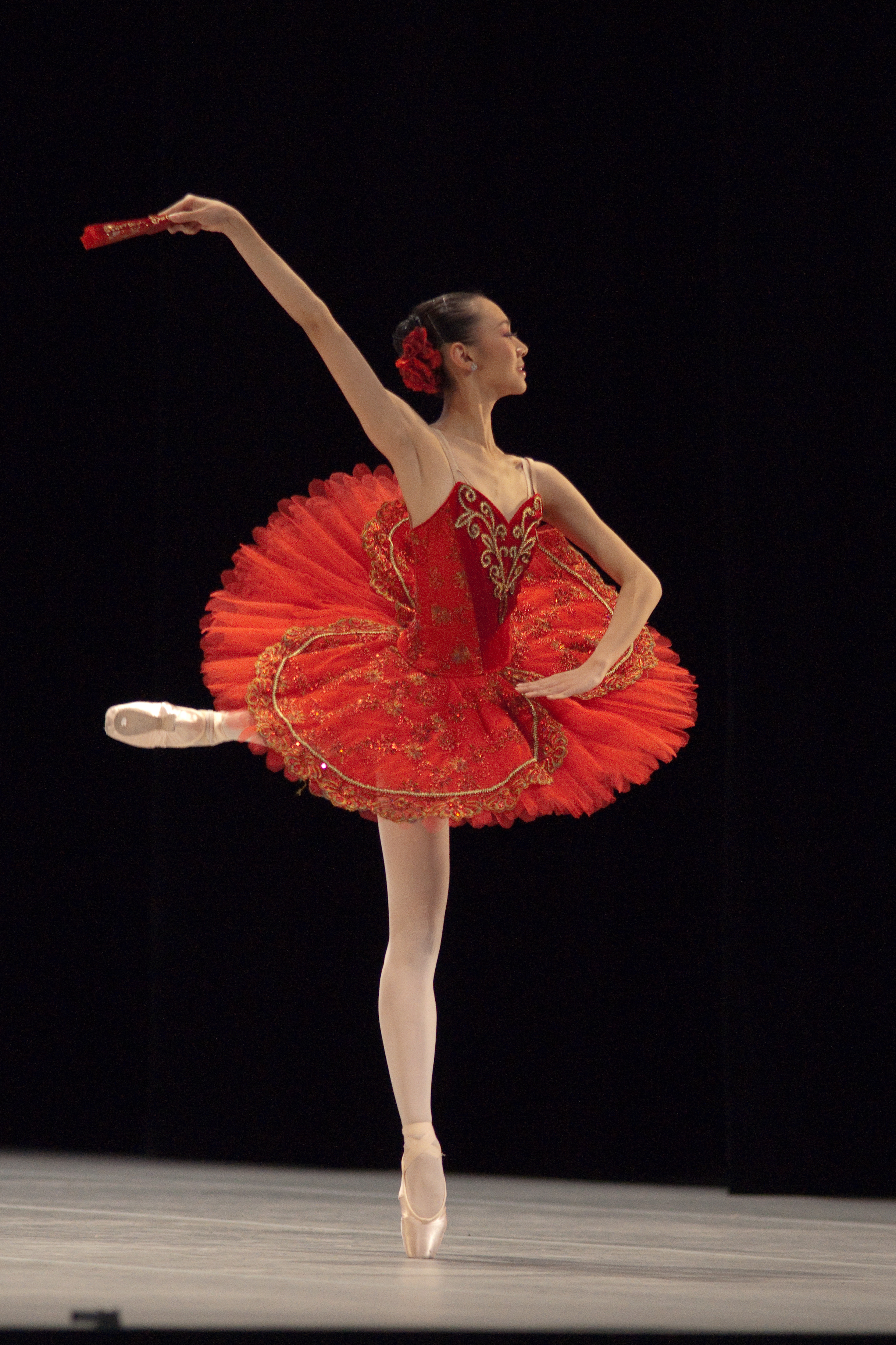
Chenxin Liu in der Fächervariation der Kitri aus Don Quixote (Prix de Lausanne 2010–12)

Einige Teile des Werkes sind besonders bekannt und werden unabhängig vom Stückzusammenhang in Ballettabenden oder im Rahmen von Wettbewerben präsentiert:
- Kitris Solo aus dem 1. Akt

Mit Kastagnetten an den Händen tanzt Kitri in halsbrecherischem Tempo.
- Variation der Dulcinea aus dem 3. Akt

Diese Variation wird manchmal auch im Sklaven-Pas-de-deux aus Le Corsaire gezeigt.
- Hochzeits-Pas-de-deux aus dem 5. Akt

Die Mischung aus technischem Anspruch und spanischen Charakterposen macht wohl den Reiz dieses Pas de deux aus. In die Coda sind 32 fouettés en tournant der Tänzerin eingefügt, deren Artistik die Solistin noch durch Verwendung eines Fächers, verschiedene Armhaltungen oder mehrfache Drehungen steigert.

## Noten
- Robert Ignatius Letellier: Ludwig Minkus: Don Quixote - Ballet in Three Acts, Six Scenes (the Moscow Version) (Revised edition), Cambridge Scholars Publishing, 2010 (auf Amazon) (Text und Klavierauszug)
- Ludwig Minkus: Don Quixote, Ballet in Five Acts by Marius Petipa, Dance Horizons & Dance Books Ltd, 2011 (auf Amazon) (Klavierauszug der St. Petersburger Version von 1871; Taschenbuch)
- Ludwig Minkus: Don Quichotte, Ballett in 3 Akten und einem Prolog von Marius Petita nach Cervantes, Partitur und Orchestermaterial in der Orchestrierung von John Lanchbery (!) für die Choreographien von Rudolf Nurejew und Nicolas Beriozoff, bei Sikorski

## Aufnahmen

### CD
- Léon Minkus: Rudolf Nureyevs Don Quixote – Music From The Film Soundtrack (Orchestrierung von John Lanchbery), The Elizabethan Trust Melbourne Orchestra, John Lanchbery (1973, EMI; derzeit nicht mehr erhältlich)
- Léon Minkus (u. a.): Don Quijote („Gesamtaufnahme“), Sofia National Opera Orchestra, Dir.: Boris Spassov (1995, Capriccio)
- Léon Minkus (u. a.): Don Quixote („Gesamtaufnahme“), Sofia National Opera Orchestra, Dir.: Nayden Todorov (2003, Naxos)
- Léon Minkus: Pas de deux aus Don Quixote, London Symphony Orchestra, Dir.: Richard Bonynge (1962). Wiederveröffentlicht auf CD Nr. 4 der 10-teiligen CD-Box: Fête du Ballet – A compendium of Ballet Rarities (2001, Decca)

### Filme
- Ludwig Minkus: Don Quixote, Choreografie von Rudolf Nureyev nach M. Petipa (und A. Gorski); Orchestrierung: John Lanchbery. Mit Lucette Aldous, Robert Helpmann, Australian Ballet, 1971
- Minkus: Don Quixote, Choreografie von Alicia Alonso nach M. Petipa und A. Gorski. Mit Viengsay Valdès (Kitri), Romel Frometa (Basilio) u. a., Ballet Nacional de Cuba, Symphonic Orchestra of the Great Theatre of Havana, Dir.: Giovanni Duarte (gefilmt im Grand Palais in Paris, 2007; Belair; DVD)
- Ludwig Minkus: Don Quixote, Choreografie von Rudolf Nureyev nach M. Petipa (und A. Gorski); Orchestrierung: John Lanchbery. Mit Maria Yakovleva (Kitri), Denys Cherevychko (Basil) u. a., Wiener Staatsballett, Orchester der Wiener Staatsoper, Dir.: Kevin Rhodes (2016; Unitel; DVD)